# Multi-site All-Sky Camera
Multi-site All-Sky Camera（MASCARA）とは、ライデン大学による太陽系外惑星を発見するプロジェクトである。

## 概要
各半球に1つずつ、合計2つの施設が存在しており、それぞれが半球の大部分の短時間の露出による写真を撮影する。観測対象は視等級が8.4以下の恒星である。北半球の観測はラ・パルマ島に設置されているロケ・デ・ロス・ムチャーチョス天文台で2015年2月に開始され、南半球の観測はチリのラ・シヤ天文台で2017年7月にファーストライトが実施された。

## 成果
2017年7月17日、MASCARA-1bの発見が報告された。この太陽系外惑星はMASCARAによって初めて確認された太陽系外惑星である。MASCARA-1bはスペクトル分類がA型の恒星であるMASCARA-1の周囲を公転しているホット・ジュピターである。軌道は主星の自転とずれている。2番目に発見された惑星MASCARA-2bもスペクトル分類がA型の恒星であるMASCARA-2の周囲を公転しているホット・ジュピターである。

### 発見した惑星の一覧
次の一覧は太陽系外惑星エンサイクロペディアのデータと太陽系外惑星データベースに基づく。2021年5月8日時点で5つの惑星が発見されている。